# Стефенсон, Хью Саутерн
Хью Саутерн Стефенсон (англ. Hugh Southern Stephenson; 29.11.1906 — 23.12.1972) — британский дипломат.
В 1954—1957 годах посол Великобритании в Южном Вьетнаме.
В 1957—1961 годах генеральный консул Великобритании в Нью-Йорке.
В 1963—1966 годах посол Великобритании в ЮАР.
В 1964—1966 годах верховный комиссар Великобритании в Свазиленде.
Был женат на дочери генерал-майора Артура Миллса (1879—1964) Патриции Элизабет (р. 7.10.1912, Индия — ум. 1987).
Рыцарь Большого Креста ордена Британской империи. Рыцарь-командор ордена Святого Михаила и Святого Георгия. Кавалер Королевского Викторианского ордена. Кавалер ордена Индийской империи.